# Полісся-2
«Полісся-2» — український футбольний клуб, фарм-клуб житомирського «Полісся». З сезону 2024/25 виступає у другій лізі чемпіонату України.

## Історія
На професіональному рівні команда дебютувала в сезоні 2024/25 у другій лізі. 

## Склад команди
Клуб має спільну заявку на сезон із основною командою

## Статистика виступів
| Сезон   | Ліга      | М      | І  | В | Н | П | ГЗ | ГП | О  | Кубок України  | Примітка |
| ------- | --------- | ------ | -- | - | - | - | -- | -- | -- | -------------- | -------- |
| 2024/25 | Друга «А» | 5 з 10 | 18 | 9 | 2 | 7 | 33 | 21 | 29 | не брав участі |          |